# Guy Walters
Guy Walters, född den 8 augusti 1971 i Kensington, London, är en brittisk författare och journalist. Han gav år 2009 ut Hunting Evil: The Nazi War Criminals Who Escaped and the Quest to Bring Them to Justice, svensk översättning: Jakten på ondskan: de nazistiska krigsförbrytarnas försök att undkomma rättvisan (2010).